# Tomomi Kahala
Tomomi Kahala  (華原 朋美?, Kahara Tomomi), pseudonimo di Tomomi Shimogawara (Tokyo, 17 agosto 1974) è una cantante, modella e idol giapponese.

## Biografia

### Gli inizi
Tomomi Shimogawara debuttò in veste di modella per la rivista Non-no, quindi fu notata dal produttore discografico Tetsuya Komuro, che le fece firmare un contratto e le diede lo pseudonimo Tomomi Kahala. Successivamente i due iniziarono una relazione amorosa.

### Il debutto
Nel settembre 1995 uscì il primo singolo della cantante, intitolato Keep Yourself Alive, che si posizionò all'ottavo posto delle classifiche musicali giapponesi e vendette oltre 300 000 copie. Un mese dopo uscì il secondo singolo, I BELIEVE, che arrivò alla quarta posizione dell'Oricon e vendette oltre un milione di copie.

### Il successo
Nel marzo 1996 la Kahala incise il singolo I'm Proud, che arrivò al secondo posto dell'Oricon e vendette oltre un milione di copie, divenendo l'ottavo singolo più venduto dell'anno. Nel giugno dello stesso anno uscì il primo album della cantante, intitolato LOVE BRACE, che giunse presto alla prima posizione dell'Oricon e vendette oltre due milioni di copie. Gli altri singoli della cantante raggiunsero la prima posizione delle classifiche, mentre nel dicembre 2007 uscì il secondo album, Storyelling, che arrivò al primo posto delle classifiche ma vendette la metà del primo album.

### Il declino
Nel febbraio 1998 la cantante incise il singolo I wanna go, che si rivelò un flop, classificandosi al ventesimo posto dell'Oricon. Lo stesso anno la Kahala fu accusata di fare uso di droghe. I successivi singoli si posizionarono nei primi cinque posti delle classifiche, mentre il terzo album, intitolato nine cubes, arrivò alla quinta posizione.
Alla fine dell'anno Tetsuya Komuro si separò sia professionalmente che sentimentalmente dalla cantante, che si fermò per un anno, durante il quale uscì la sua prima raccolta intitolata Kahala Compilation, che raggiunse la prima posizione dell'Oricon e fu il suo ultimo album a raggiungere la vetta delle classifiche.
Nel luglio 1999 la Kahala tornò sulle scene, incidendo il singolo as A person, il primo non prodotto da Tetsuya Komuro, che vendette oltre 200 000 copie. Seguì l'album One Fine Day, pubblicato a novembre. A causa dello stress dovuto alle sue vicende personali, la Kahala fu preda della depressione, che la portò a tentare più volte il suicidio.
Il quinto album della cantante, intitolato Love Again, uscì nel novembre 2001 e risultò il suo peggior flop. La Kahala allora si prese un'altra pausa, pubblicando un best album intitolato Natural Breeze ～KAHALA BEST1998-2002～, e tornò nel 2004, guarita dalla depressione, firmando un contratto con la Universal Music e incidendo il singolo Anata Ga Ireba, che non riuscì ad entrare nella top ten ma fu apprezzato dalla critica musicale e vinse il Japan Records Awards nel 2005. Lo stesso anno Tomomi Kahala decise di cambiare nome in Tomomi Kahara e incise il suo sesto album, intitolato Naked, uscito nel luglio 2005. Per promuovere l'album la cantante pubblicò una serie di fotografie che la ritraevano in pose sexy e provocanti. L'album ottenne più successo rispetto a Love Again, quindi la cantante pubblicò due photobook, che la ritraevano in pose sexy, che riscossero un buon successo.

### Il ritiro
Il 29 giugno 2007 la cantante fu licenziata dalla sua agenzia, a causa del ritorno della depressione e dei problemi di immagine che ne derivano. Nel luglio 2008 Tomomi Kahala annunciò il suo ritorno, ma il 17 gennaio 2009 la cantante fu ricoverata in ospedale a causa di un'overdose di droga.

## Discografia[3]
Le note sono indicate dopo il punto e virgola ";".

### Singoli
- 1995 - Keep yourself alive
- 1995 - I BELIEVE
- 1996 - I'm proud
- 1996 - LOVE BRACE
- 1996 - save your dream
- 1997 - Hate tell a lie
- 1997 - LOVE IS ALL MUSIC
- 1997 - Tanoshiku Tanoshiku Yasashikune
- 1998 - I wanna go
- 1998 - You Don't give up
- 1998 - tumblin' dice
- 1998 - here we are
- 1998 - daily news
- 1999 - as A person
- 1999 - be honest
- 2000 - Believe In Future ~Mayonaka no Cinderella~
- 2000 - Blue Sky
- 2001 - Never Say Never
- 2001 - PRECIOUS
- 2001 - Anata no Kakera
- 2002 - Akiramemashou
- 2003 - PLEASURE
- 2003 - Arigato ne! feat. croquette
- 2004 - Anata ga Ireba
- 2005 - Namida no Tsuzuki
- 2006 - Hana/Keep on Running
- 2006 - Ano Sayonara ni Sayonara wo/Unmei no Ito

### Album
- 1996 - LOVE BRACE
- 1997 - storytelling
- 1998 - nine cubes
- 1999 - kahala compilation; best album
- 1999 - One Fine Day
- 2001 - Best Selection; best album
- 2001 - Love Again
- 2002 - Natural Breeze ～KAHALA BEST1998-2002～; best album
- 2005 - Naked
- 2005 - Super Best Singles ~ 10th Anniversary; best album

### DVD
- 2001 - Tomomi Kahala FIRST LIVE TOUR 2001; DVD live
- 2001 - very best of MUSIC CLIPS tomomi kahala; videoclip
- 2005 - 10th Anniversary Celebration - Kahara Tomomi Concert 2005; DVD live